# Johann Georg Platzer
Johann Georg Platzer est un peintre autrichien né en 1704 à Eppan an der Weinstraße (Appiano sulla Strada del Vino), dans la région du Trentin-Haut-Adige, et mort en 1761.

## Biographie
Il a d'abord étudié avec son beau-père Josef Anton Kessler à Innsbruck, puis avec son oncle Cristof Platzer, peintre de cour à Passau.
Il s'installe à Vienne probablement après 1726, entre à l'Académie en 1728 et devient l'ami de Franz Christoph Janneck (1703-1761).
Il subit un incendie et doit retourner à Saint Michel en Eppan en 1755.

## Œuvres

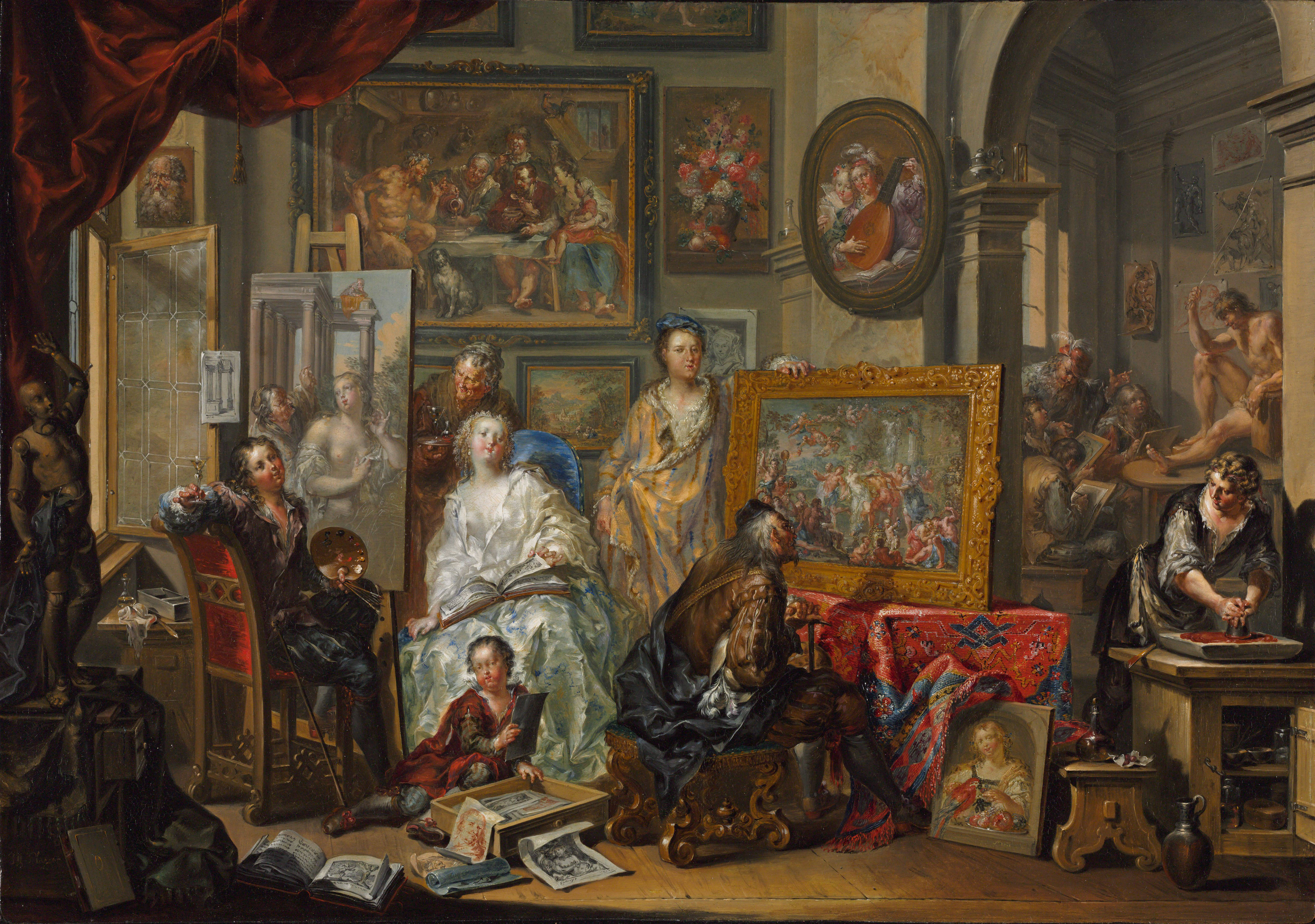
Atelier du peintre, 1740-1750
Cleveland Museum of Art.

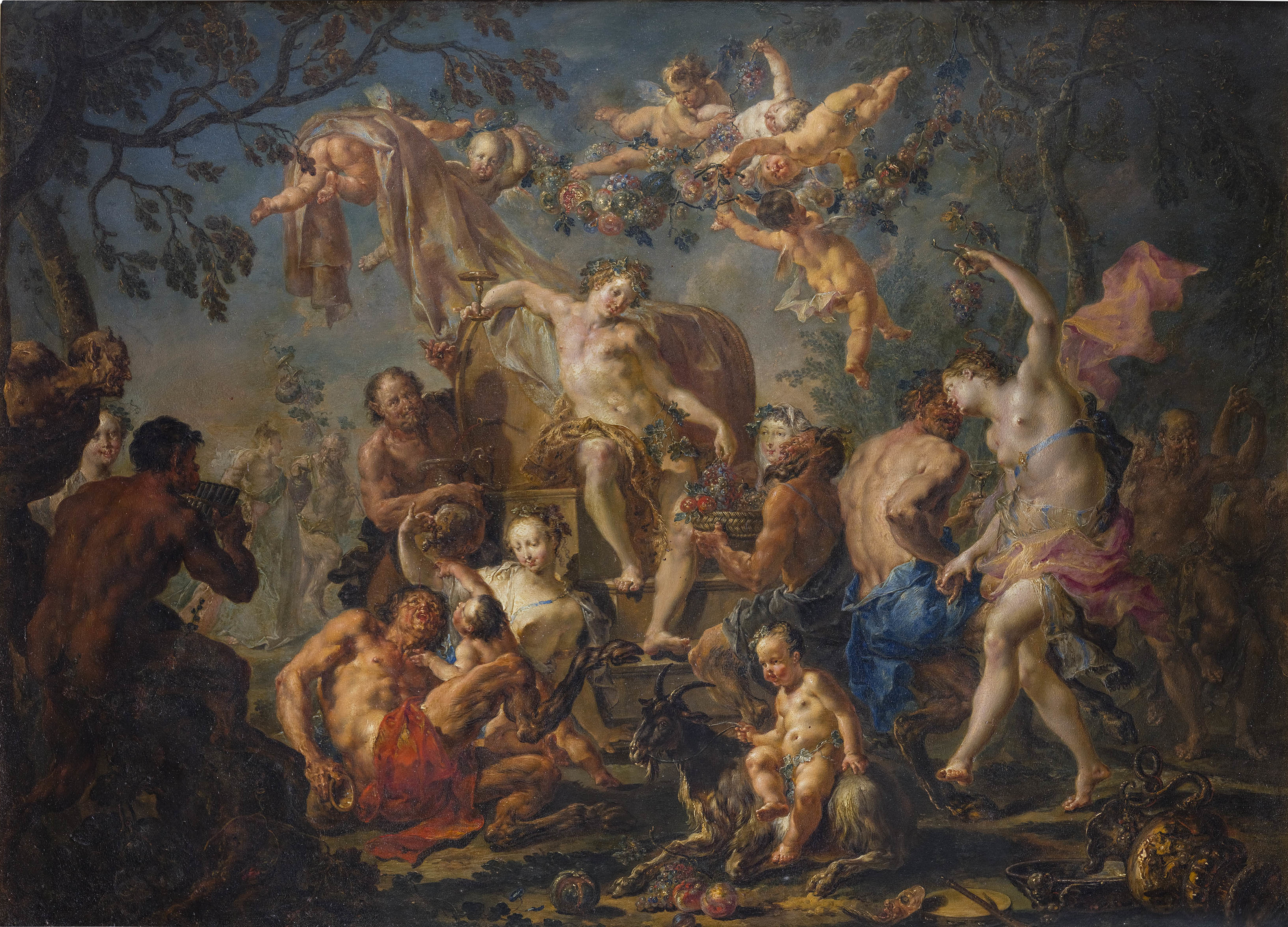
Le triomphe de Bacchus ou "Allégorie de l'Automne" - XVIIIe siècle - huile sur cuivre - 48 × 64 cm - Collection particulière, Paris.

Il a été influencé par les peintres-ébénistes flamands du XVIIe siècle, tels que Hendrick van Balen et Frans Francken II le jeune, ainsi que par l'art rococo français. Comme Janneck il peint des compositions aux couleurs chatoyantes et de petites images très détaillées sur cuivre. Il réalise également des tableaux de conversation, d'histoire et d'allégorie, peints dans des couleurs vives avec une technique méticuleuse.
- Bacchus et Ariane, vers 1740, huile sur cuivre, 53 × 78 cm, Musée du Louvre, Paris. Autre version avec variantes à Cassel, Staatliche Kunstsammlunge[2]
- Le Combat des Centaures et des Lapithes, vers 1740, huile sur cuivre, 54 × 78 cm, Musée du Louvre, Paris. Autre version avec variantes à Cassel, Staatliche Kunstsammlunge[3]
- Atelier du peintre, 1740-1750, huile sur cuivre, 42 × 60 cm, Cleveland Museum of Art[4]
- L'Enlévement d'Hélène, 1750-1760, huile sur cuivre, 40 × 59 cm, Wallace Collection, Londres[5]
- Tours, musée des Beaux-arts, Bacchanale.
- Allégorie des quatre saisons, vers 1750, huile sur cuivre, 48 × 66 cm, Collection particulière, tableau passé en vente aux enchères à Munich chez Hampel le 24 juin 2005, huile sur cuivre, 42,4 par 60,5, adjugé 400 000 euros, n° 392 du catalogue.